# 维拉·卡斯帕里
维拉·露易丝·卡斯帕里（Vera Louise Caspary 1899年11月13日—1987年6月13日）是一名美国作家，成名作是被改编为电影的《罗娜秘记》。其作品的特点是女主人公多具备相当的独立自主性。
她收入并不高，大萧条期间对社会主义产生兴趣，因此加入美国共产党，为其组织活动和筹集资金。她曾前往苏联追寻信仰，但苏联的现实令她感到失望，回国后反而退党，但仍表示支持共产党。由于共产党背景，她被美国政府列入好莱坞黑名单，使得收入和工作都受到了较大影响。

## 生平
她出生于芝加哥，是一个早产儿。母亲茱莉亚生下她的时候已经40多岁。，她的父亲是一名百货商店采购员。两人分别为俄罗斯和德国犹太人。她的诞生对家人来说是一个惊喜，因此她从小就很受宠。
1917年，她高中毕业，进入一家商学院读书。1918年1月成为速记员，后来又干过各种零碎工作，最终决定成为作家，在家写小说为生。